# Afghánci

Afghánská diaspora

Afghánci (paštunsky: افغانان, romanizováno: afghanan; persky/darísky: افغان ها, romanizováno: afghānhā; persky: افغانان, romanizováno: Afghanistani) jsou státní příslušníci nebo občané Afghánistánu nebo lidé s tamním původem. V Afghánistánu žijí různá etnika, z nichž největší jsou Paštunové, Tádžikové, Hazárové a Uzbeci. Dvěma hlavními jazyky, kterými Afghánci mluví, jsou paštština a darí (afghánský dialekt perštiny) a mnoho Afghánců je bilingvních.

## Pozadí
Jako první slovo Afghan (Abgân) zmínil ve svých textech Šápúr I. ze Sásánovské říše během 3. století n. l. Ve 4. století je slovo „Afghans/Afghana“ (αβγανανο), odkazující na osoby, zmíněno v baktrijských dokumentech, které byly nalezeny v severním Afghánistánu. Slovo „Afghan“ je perského původu a odkazuje na Paštuny.
Podle ústavy Afghánistánu z roku 1964 jsou si všichni afghánští občané před zákonem v právech a povinnostech rovni. Čtvrtý článek současné ústavy Afghánistánu uvádí, že mezi občany Afghánistánu patří Paštunové, Tádžikové, Hazárové, Uzbeci, Turkmeni, Balúčové, Pašájové, Nuristanové, Ajmákové, Arabové, Kyrgyzové, Kizilbášové, Gurdžárové, Brahujové a příslušníci jiných etnik.

## Etnické skupiny

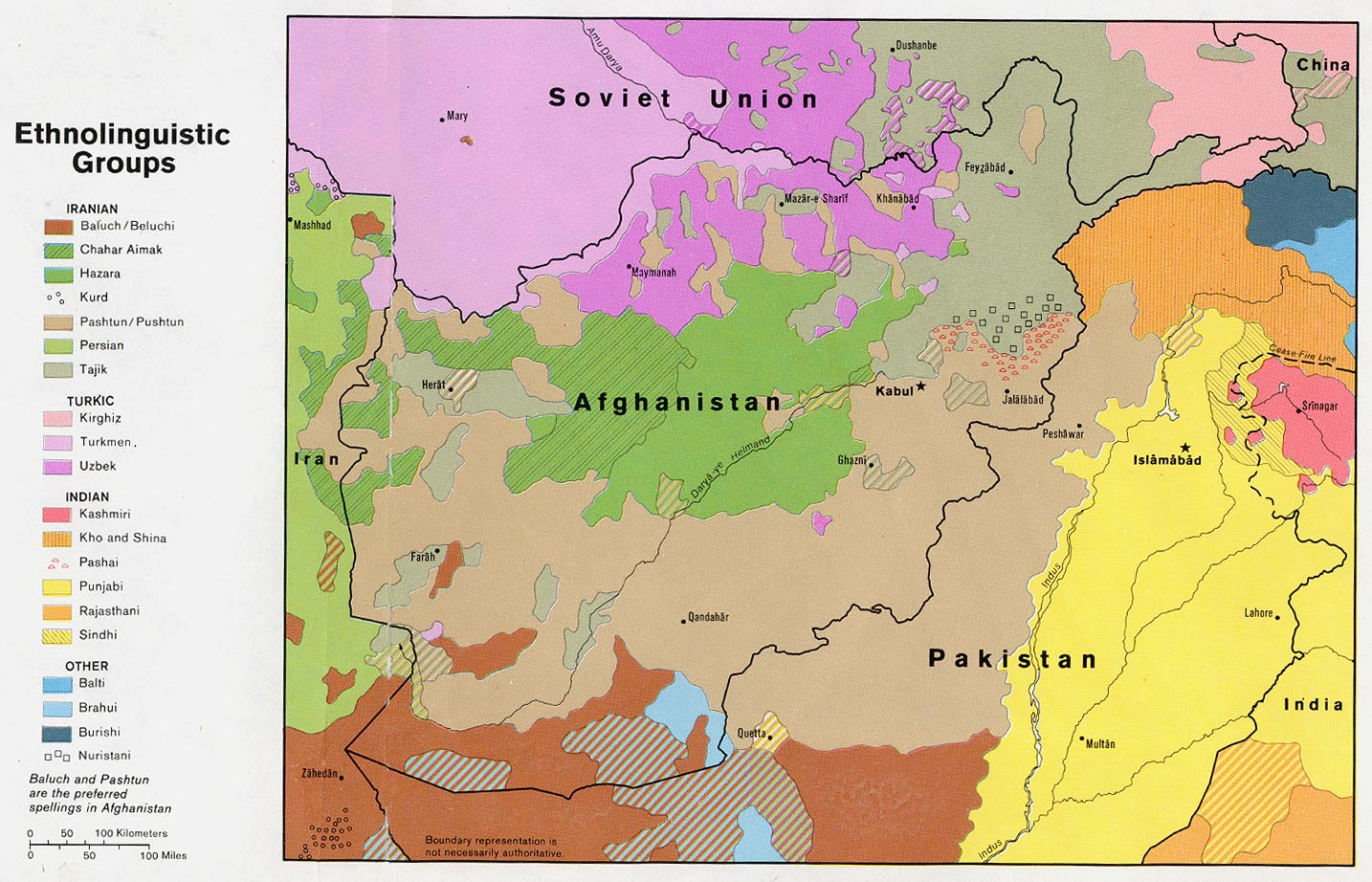
Etnolingvistické skupiny v Afghánistánu a okolí (1982)

Paštunové jsou největší etnickou skupinou, ale Tádžikové, Hazárové a Uzbekové dohromady tvoří téměř 90 % populace. Afghánci mají íránské, turkické i mongolské etnolingvistické kořeny.

## Náboženství
Afghánci všech etnik jsou převážně a tradičně stoupenci islámu. Většina vyznává sunnitský islám. Mezi další náboženské menšiny patří hinduisté, sikhové, židé a křesťané.